# Instytucjonalizm
Instytucjonalizm (ekonomia instytucjonalna) – teoria ekonomiczna, która dla wyjaśnienia oraz poznania procesów gospodarczych wykorzystuje instytucje wykształcone przez społeczeństwo.
Teoria ta zakłada, iż rzeczywistość ekonomiczna może zostać właściwie zinterpretowana jedynie dzięki rzetelnej analizie statystyczno-empirycznej zmieniającej się struktury istniejących instytucji społecznych. Została opracowana na przełomie XIX i XX wieku w USA przez Thorsteina Veblena i opublikowana w jego książce „Teoria działalności przedsiębiorczej” (ang. The Theory of Business Enterprise, 1904).
Instytucjonaliści optowali za interwencjonizmem, twierdząc, że jest on ważnym czynnikiem ułatwiającym kontrolę nad gospodarką.
Zwolennicy:
- John Bates Clark[2],
- Wesley Clair Mitchell[2].